# François Régis Benjamin Devinck-Thiery
Pour les articles homonymes, voir Devinck.
François Régis Benjamin Devinck-Thiery est un homme politique français né en 1762 à Dunkerque (Nord) et décédé le 20 mars 1803 à Paris.

## Biographie
Juge de paix à Dunkerque, il est élu député du département de l'Escaut au Conseil des Cinq-Cents le 25 vendémiaire an IV. Rallié au coup d'État du 18 Brumaire, il siège au Corps législatif jusqu'à son décès.

## Sources
- « François Régis Benjamin Devinck-Thiery », dans Adolphe Robert et Gaston Cougny, Dictionnaire des parlementaires français, Edgar Bourloton, 1889-1891 [détail de l’édition]